# Sorry, kid.
Sorry, kid. is het eerste soloalbum van singer-songwriter Marinus de Goederen, werkend onder het pseudoniem mr. a balladeer. De Goederen is de oprichter van de Nederlandse band a balladeer.

## Geschiedenis
Het album werd op 12 februari 2010 uitgebracht. Het werd geproduceerd door De Goederen en René de Vries. Drie weken voor de uitgave van het album werd het nummer "More or Less the Sort of Shit Ex-Lovers Get Restraining Orders for" beschikbaar gesteld als gratis download via Bandcamp en iTunes.
Van het nummer "A Little Rain Has Never Hurt No One" werd in januari 2010 een clip uitgebracht. Een half jaar later, in juli 2010, verscheen de eerste en enige single "When a Law's Been Broken". Twee jaar later verscheen het album als dubbel-cd in Amerika op het label Zip Records. De bonus-cd bevat extra liedjes, remixes, demoversies, e.d.

## Nummers
1. "Mars"
2. "Why Hitler Loved His Dog"
3. "A Little Rain Has Never Hurt No One"
4. "When a Law's Been Broken"
5. "What the World Needs Now Is a Killer Storm"
6. "Noah"
7. "Sunday"
8. "How I Hurt My Heels"
9. "More or Less the Sort of Shit Ex-Lovers Get Restraining Orders for"
10. "Eleven"

## Band
- Marinus de Goederen: zang, gitaar, piano
- Peter Slager: basgitaar
- Leo Janssen: klarinet
- Bas Kennis: accordeon
- Martijn van Agt: elektrische gitaar
- Tijs Stehmann: drums